# Julius Meyer (Verbandsvorsitzender)
Julius Meyer (1826 – 1909) war Vorsitzender des Hilfsvereins kaufmännischer und gewerblicher weiblicher Angestellter in Berlin.

## Leben und Wirken
Julius Meyer war Handelsangestellter in Berlin. 1888 wandte er sich an den Verein Frauenwohl mit der Anregung zur Gründung eines Vereins für weibliche Angestellte. Im Mai 1889 wurde der Hilfsverein kaufmännischer und gewerblicher weiblicher Angestellter in Berlin als eine der ersten Berufsorganisationen für Frauen im Deutschen Reich gegründet. Julius Meyer wurde dessen Vorsitzender, Minna Cauer die Stellvertreterin.  Er leitete den Verein, der bald über 6000 Mitglieder in mehreren Städten hatte, bis mindestens 1895.
Julius Meyer veröffentlichte Schriften zur Situation von Frauen im kaufmännischen Berufsleben.
- Die Ausbildung und Stellung der Handlungsgehilfin in Berlin. Ein Rathgeber, Berlin 1892, Neuauflage 1893 PDF
- Die Frau im Handel und Gewerbe (= Der Existenzkampf der Frau im modernen Leben, Band 7), Taendler, Berlin 1895, mit Josef Silbermann